# Milano-Sanremo 1965
La Milano-Sanremo 1965, cinquantaseiesima edizione della corsa, fu disputata il 19 marzo 1965, per un percorso totale di 288 km. Fu vinta dall'olandese Arie den Hartog, giunto al traguardo con il tempo di 6h53'32" alla media di 41,641 km/h davanti a Vittorio Adorni e Franco Balmamion.
I ciclisti che partirono dalla Certosa di Pavia furono 153; coloro che tagliarono il traguardo a Sanremo furono 90.

## Ordine d'arrivo (Top 10)
| Pos. | Corridore          | Squadra     | Tempo    |
| ---- | ------------------ | ----------- | -------- |
| 1    | Arie den Hartog    | Ford France | 6h53'32" |
| 2    | Vittorio Adorni    | Salvarani   | s.t.     |
| 3    | Franco Balmamion   | Sanson      | s.t.     |
| 4    | Rolf Wolfshohl     | Mercier-BP  | a 51"    |
| 5    | Willy Vannitsen    | Ford France | a 55"    |
| 6    | Jan Janssen        | Pelforth    | s.t.     |
| 7    | Franco Cribiori    | Ignis       | s.t.     |
| 8    | Guido Reybrouck    | Flandria    | s.t      |
| 9    | Gianni Motta       | Molteni     | s.t.     |
| 10   | Flaviano Vicentini | Ignis       | s.t.     |